# Siderma
Siderma București este o companie producătoare de textile din România.
A fost înființată în iulie 1971 sub numele Întreprinderea de Piele Sintetică, ulterior primind numele SIDERMA.
În primul an de funcționare, societatea a avut o producție de aproximativ 200.000 de metri pătrați, iar în anul 1976, capacitatea de producție a fost de zece ori mai mare.
Acționarul principal al Siderma este firma Effeemmeci, cu o participație de 49,9% din acțiuni, urmată de Immobiliare Paradiso, cu o participație de 9,72%.
Titlurile companiei se tranzacționează la categoria de bază a pieței Rasdaq, sub simbolul SIDR.
Cifra de afaceri în 2005: 1,9 milioane euro